# Посміхнися, ровеснику!
Посміхнися, ровеснику! — радянсько-східнонімецький художній фільм 1975 року, знятий кіностудіями «Мосфільм» і «DEFA».

## Сюжет
Дія розгортається під час фестивалю молоді і студентів, що проходив в серпні 1973 року в Берліні. Героїні фільму — радянські і польські дівчата, схожі один на одного. В результаті цієї схожості виникають кумедні пригоди…

## У ролях
- Ніна Маслова — Маша і Марія
- Лев Пригунов — Олексій
- Клаус-Петер Плессов — Ганс Крюгер
- Людмила Гарніца — Шура
- Регіна Байєр — Рената
- Маріанна Вюншер — фрау Крюгер
- Катрін Мартін — Гізела
- Елла Болдонова — Женя
- Франк Шенк — Йохен
- Дін Рід — Дін Рід
- Тиніс Рятсепп — фін
- Юхан Війдінг — фін
- Альфред Штруве — англієць
- Холгер Еккерт — англієць
- Дітмар Ріхтер-Райнік — епізод

## Знімальна група
- Режисери — Юлій Кун, Міхаель Енгльбергер
- Сценаристи — Валерій Карен, Юлій Кун, Вольфганг Ебелінг
- Оператори — Анатолій Петрицький, Юрій Назаров
- Композитори — Геннадій Подельський, Уве Шикора
- Художник — Герхард Хельвіг